# Peter Haslinger

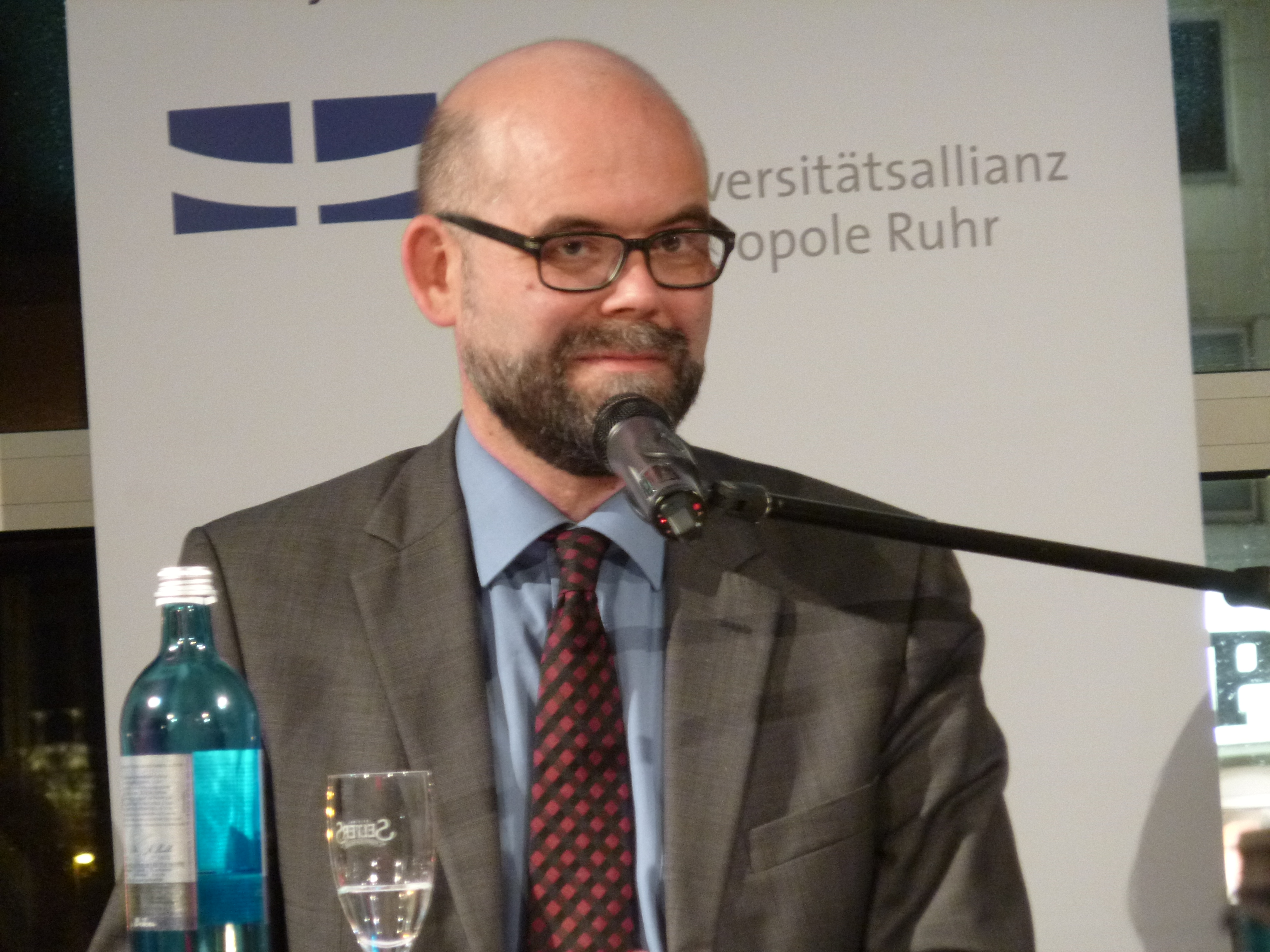
Peter Haslinger, 2015

Peter Haslinger (* 15. April 1964 in Innsbruck) ist ein österreichischer Osteuropahistoriker.

## Leben
Peter Haslinger studierte Geschichte, Slavistik, Japanologie und Finno-Ugristik an den Universitäten Wien und Budapest. Er war 1990 bis 1995 wissenschaftlicher Mitarbeiter am Institut für Osteuropäische Geschichte der Universität Wien. Er promovierte 1993 zum Thema Der ungarische Revisionismus und das Burgenland 1922–1932. Als Leiter der Außenstelle Budapest des Österreichischen Ost- und Südosteuropa-Instituts war er 1996/97 tätig, danach war er als wissenschaftlicher Mitarbeiter des Sonderforschungsbereichs 541 „Identitäten und Alteritäten“ an der Universität Freiburg und von 2001 bis 2007 am Collegium Carolinum in München tätig. Nach Gastprofessuren in Wien und Salzburg erfolgte 2006 mit der Schrift Imagined Territories. Nation and Territorium im tschechischen politischen Diskurs 1889–1938 die Habilitation in Freiburg. 2006 und 2007 nahm er eine Vertretungsprofessur in München und Regensburg wahr. Seit 2007 ist er als Direktor des Herder-Instituts in Marburg und zugleich als Professor für die Geschichte Ostmitteleuropas an der Justus-Liebig-Universität Gießen tätig.
Haslingers Forschungsschwerpunkte sind die Geschichte Ostmitteleuropas seit 1848, Zwangsmigration, Flucht und Vertreibung, Minderheitenfragen, die Nationalismus- und Regionalismusforschung, Erinnerungskultur, Musealisierung, Geschichtspolitik, Sicherheits- und Gewaltforschung, Spatial turn und Geschichte der Kartographie, sowie Diskursgeschichte und Geschichte von Wissenskommunikation.

## Gremien und Mitgliedschaften (Auswahl)
- seit 2007 Mitglied im Direktorium am „Gießener Zentrum Östliches Europa“ (GiZo)
- seit 2017 Mitglied im Wissenschaftlichen Beirat des Bundesinstituts für Kultur und Geschichte der Deutschen im östlichen Europa
- seit 2013 Mitglied im Wissenschaftlichen Beirat der Graduate School for East and South East European Studies an der Ludwig-Maximilians-Universität München und der Universität Regensburg

## Auszeichnungen
- 2012: Verleihung der Jubiläumsmedaille aus Anlass des 200-jährigen Jubiläums der Universität Wrocław
- 1996: Stephan-László-Preis für die Monographie Hundert Jahre Nachbarschaft. Die Beziehungen zwischen Österreich und Ungarn 1895–1994

## Schriften (Auswahl)
- gemeinsam mit Mathias Voigtmann, Wojciech Pieniazek und Vytautas Petronis: Frontiers of Violence. Paramilitärs als Gewaltgemeinschaften im Ostmitteleuropa der 1920er Jahre, in: Winfried Speitkamp (Hrsg.): Gewaltgemeinschaften in der Geschichte. Entstehung, Kohäsionskraft und Zerfall, Göttingen 2017, S. 233–254.
- gemeinsam mit Monika Wingender, Kamil Galiullin und Iskander Gilyazov (Hrsg.): Mehrsprachigkeit und Multikulturalität in politischen Umbruchphasen im östlichen Europa, Wiesbaden 2016 (= Interdisziplinäre Studien zum östlichen Europa Schriftenreihe des Gießener Zentrums Östliches Europa. Band 2).
- gemeinsam mit Justyna Aniceta Turkowska und Alexandra Schweiger (Hrsg.): Wissen transnational. Funktionen – Praktiken – Repräsentationen. Marburg 2016.
- gemeinsam mit Heidrun Kämper, Thomas Raithel (Hrsg.): Demokratiegeschichte als Zäsurgeschichte. Diskurse der Frühen Weimarer Republik. Berlin 2014.
- Nation und Territorium im tschechischen politischen Diskurs 1880–1938. München 2010, ISBN 978-3-486-59148-4 (= Veröffentlichungen des Collegium Carolinum. Band 117) [Habilitationsschrift].
- Hundert Jahre Nachbarschaft. Die Beziehungen zwischen Österreich und Ungarn 1895–1994. Frankfurt a. Main u. a. 1996, ISBN 3-631-48951-X (ausgezeichnet mit dem Stefan László-Preis 1996).
- Der ungarische Revisionismus und das Burgenland 1922–1932. Frankfurt a. Main u. a. 1994, ISBN 3-631-47627-2 (= Europäische Hochschulschriften. Reihe III, Band 616) [Dissertation].
- Arad, November 1918. Oszkár Jászi und die Rumänen in Ungarn 1900–1918. Wien / Köln / Weimar 1993, ISBN 3-205-98049-2 (= Zur Kunde Südosteuropas. 2,19).